# 卡卢姆

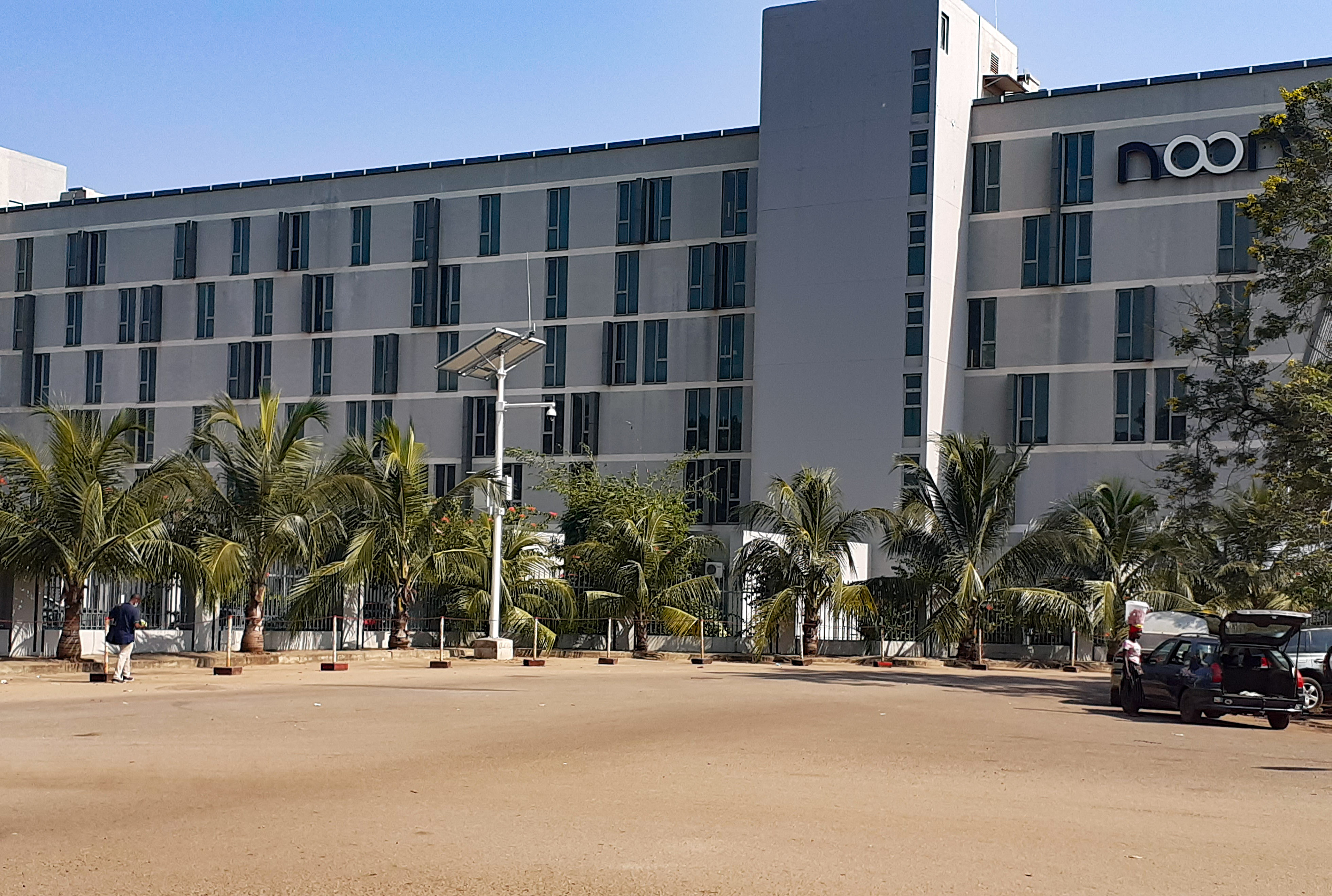
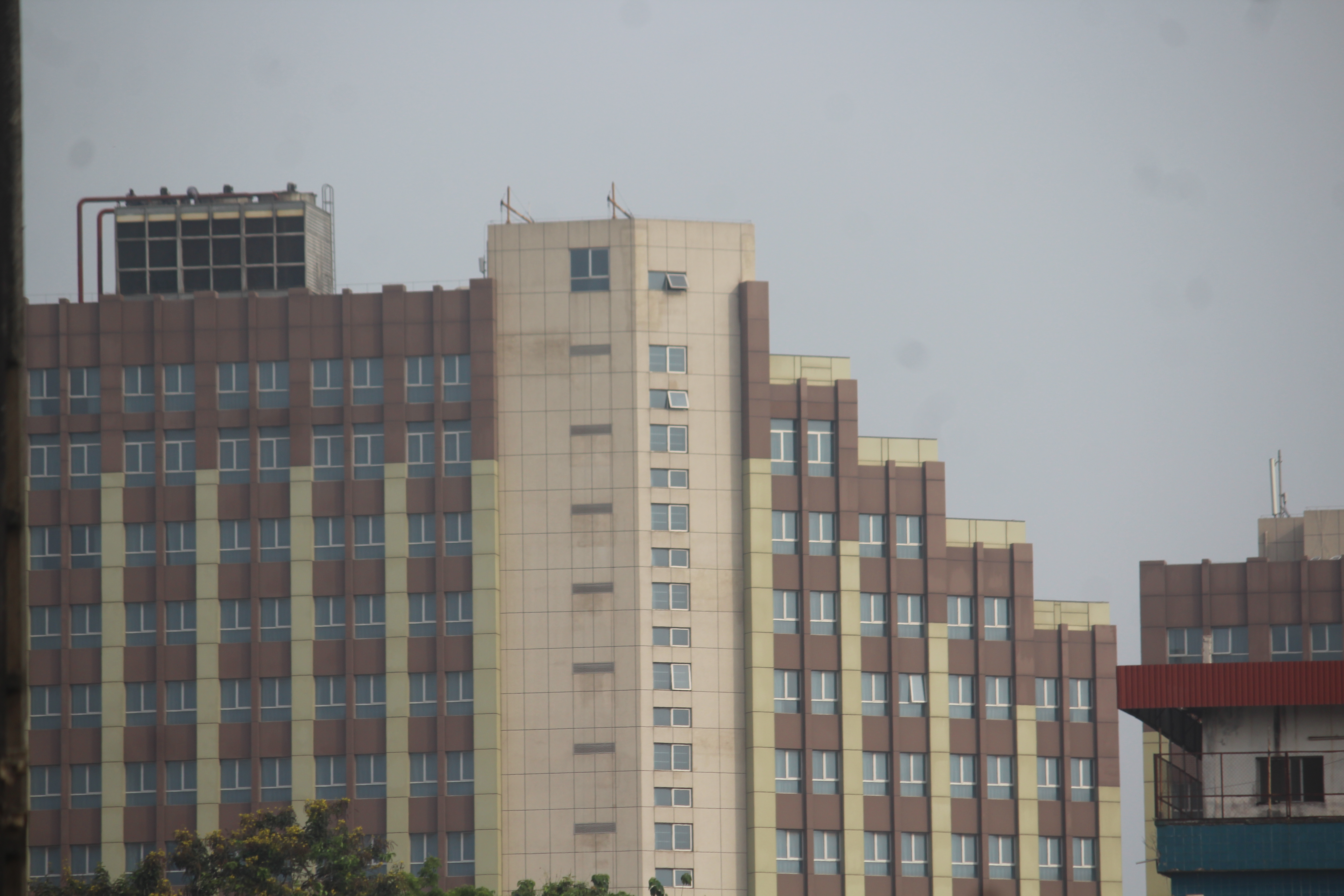
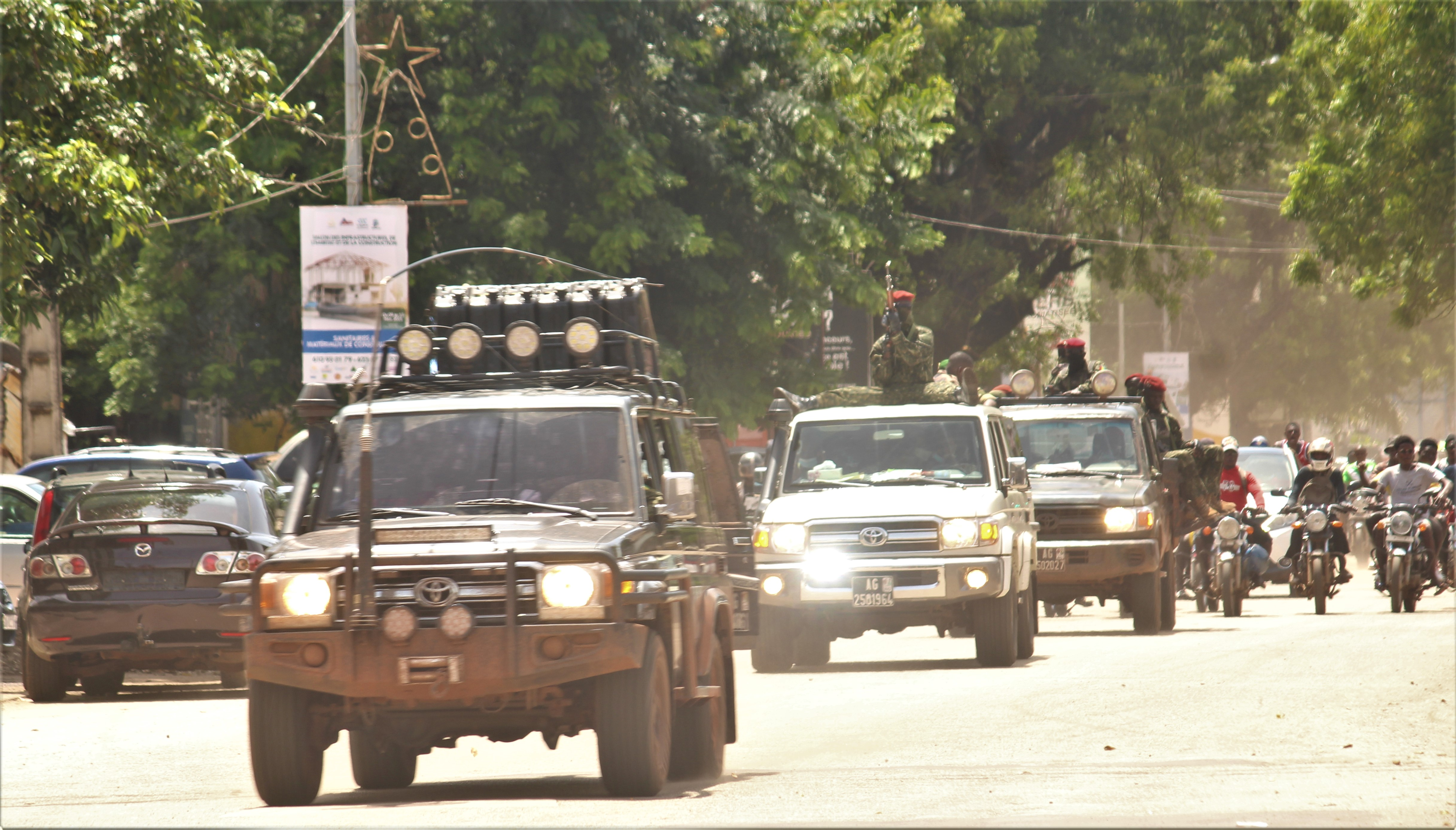
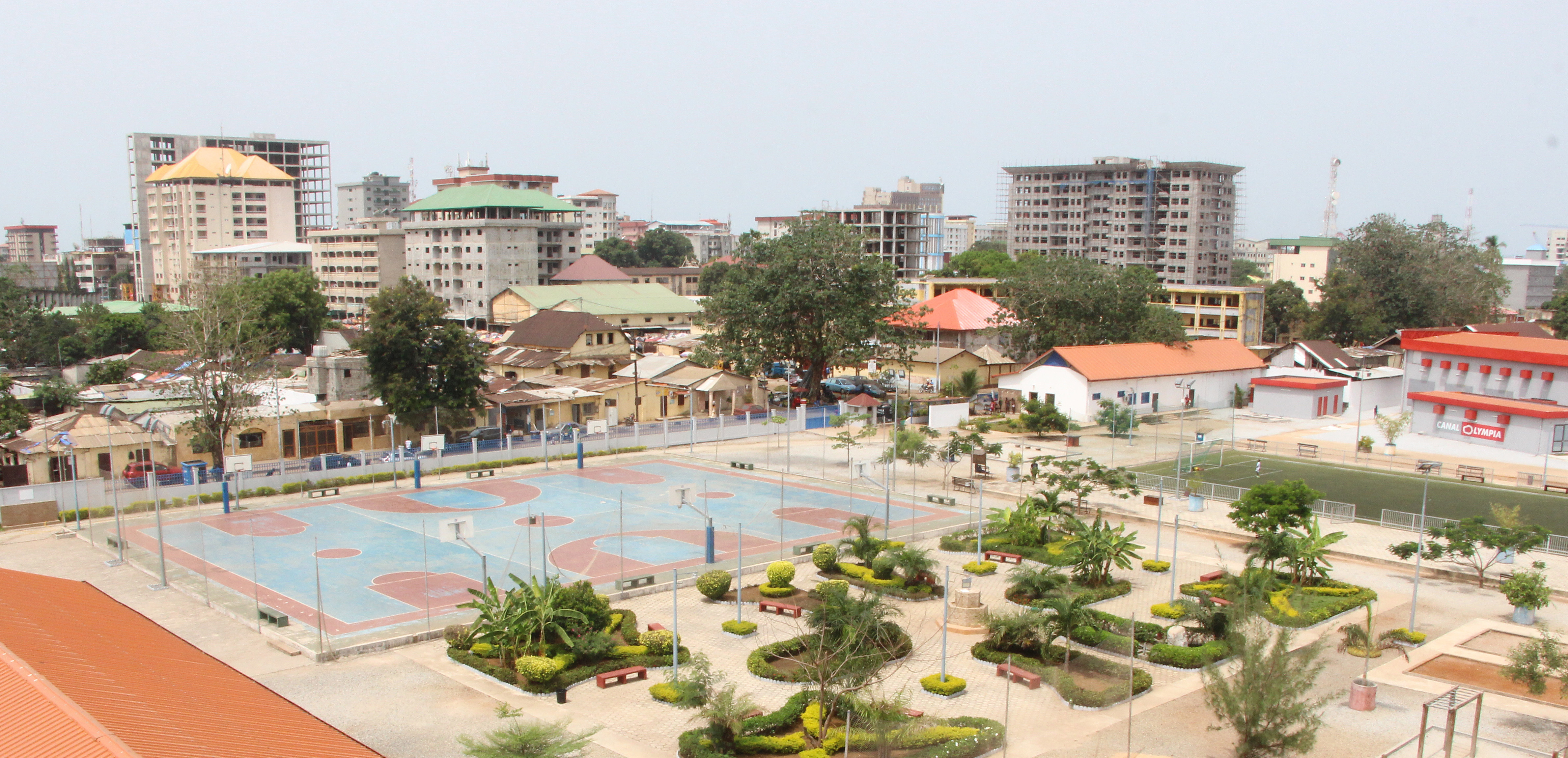
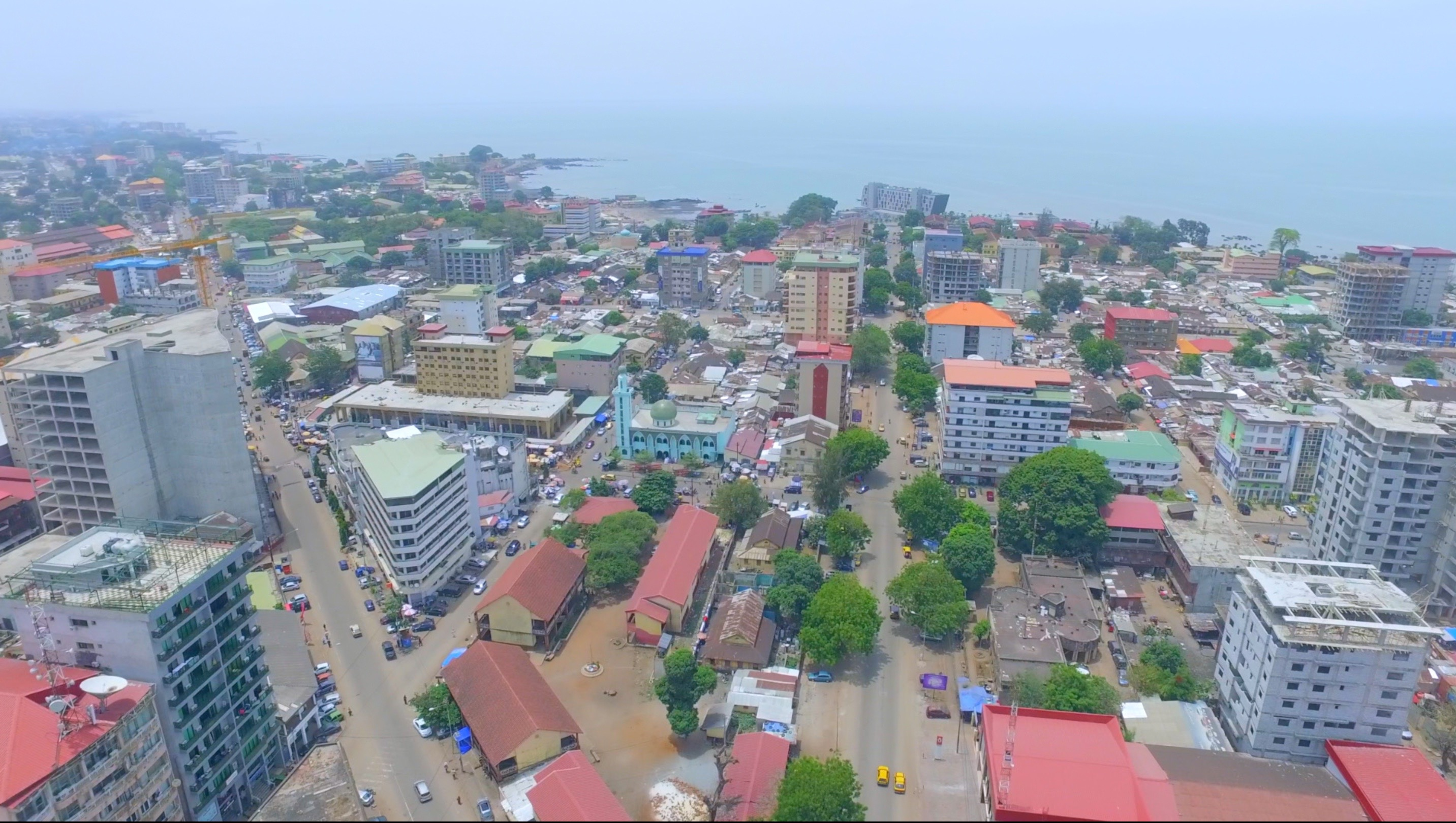

卡卢姆（Kaloum）是几内亚科納克里地区的一个行政區劃，也是該國首都科納克里的五个下屬行政區劃之一。科纳克里市中心的一部分也屬於卡卢姆。截至2014年，該地區人口有62,675人。
几内亚航空公司的总部曾經位於卡卢姆。